# マローン (ギリシア神話)
マローン（古希: Μάρων, Marōn）は、ギリシア神話の人物である。長母音を省略してマロンとも表記される。エウアンテースの子。ディオニューソス、あるいはシーレーノスの子ともいわれる。
マローンはトラーキアのキコネス人（キコーン人）の町イストロスのアポローンの神官で、アポローンを祀った神聖な森に住んでいた。また大変に美味なブドウ酒の持ち主として知られる。

## 神話
エウリーピデースはサテュロス劇『キュクロープス』の中で、ディオニューソスの子で、シーレーノスに育てられたとした。アテーナイオスによるとマローンはディオニューソスの弟子で、さらにノンノスによればマローンはディオニューソスのインド遠征に従ったという。
シケリアのディオドロスによれば、マローンはエジプトの神オシーリス（ディオニューソス）の弟子で、オシーリスの世界遠征に従い、ブドウの栽培を世界に広める役目を担ったとされる。そしてマローンが老いるとトラーキアに都市マローネイアを建設し、そこで作物の栽培をさせたという。
後にオデュッセウスはトロイアーから帰国するとき、イスマロスに立ち寄り、町を攻め落としたが、アポローンの神官であるマローンだけは保護した。そのためマローンはオデュッセウスに財宝と家族の限られた者しか知らない貴重なブドウ酒を贈った。後にオデュッセウスはキュクロープスの島を探索した際にポリュペーモスの洞窟に囚われたが、携帯していたマローンのブドウ酒で酔わせて脱出した。
ピロストラトスによれば、マローンは死後、英雄の霊としてトラーキアの人々の前にしばしば姿を見せて、ブドウの世話をするとされた。